# Audi A4 allroad quattro
Audi A4 allroad quattro er en SUV-udgave af Audi A4 Avant.

## Forskelle i forhold til A4 Avant
Bilen adskiller sig fra den almindelige A4 Avant med det standardmonterede, permanente firehjulstræk, den til ca. 18 cm øgede frihøjde og beskyttede for- og bagskærme.

## Tekniske specifikationer
| Model         | Cylindre | Ventiler | Slagvolume cm³ | Max. effekt kW (hk) / omdr. | Max. drejningsmoment Nm / omdr. | 0-100 km/t sek. | Topfart km/t | Byggeår |
| ------------- | -------- | -------- | -------------- | --------------------------- | ------------------------------- | --------------- | ------------ | ------- |
| Benzinmotorer |          |          |                |                             |                                 |                 |              |         |
| 2.0 TFSI      | 4        | 16       | 1984           | 155 (211) / 4300 − 6000     | 350 / 1500 − 4200               | 6,9             | 230          | 2009 −  |
| Dieselmotorer |          |          |                |                             |                                 |                 |              |         |
| 2.0 TDI       | 4        | 16       | 1968           | 105 (143) / 4200            | 320 / 1750 − 2500               | 10,3            | 200          | 2009 −  |
| 2.0 TDI       | 4        | 16       | 1968           | 125 (170) / 4200            | 350 / 1750 − 2500               | 8,9             | 213          | 2009 −  |
| 3.0 TDI       | 6        | 24       | 2967           | 176 (240) / 4000 − 4400     | 500 / 1500 − 3000               | 6,6             | 237          | 2009 −  |